# Луїс Вега Торрес
Луїс Вега Торрес (ісп. Luis Vega Torres, 2 листопада 1998) — кубинський плавець.
Учасник Олімпійських Ігор 2016 року.